# Kostenec (wieś)
Kostenec (bułg. Костенец) – wieś w Bułgarii, w obwodzie sofijskim, w gminie Kostenec. Według danych szacunkowych Ujednoliconego Systemu Ewidencji Ludności oraz Usług Administracyjnych dla Ludności, 15 września 2022 roku miejscowość liczyła 3452 mieszkańców.

## Historia
Na terenie wsi odkryto zarysy chrześcijańskiej trójnawowej bazyliki datowanej na V wiek. W przeszłości tradycyjnym rzemiosłem w Kostencu było kowalstwo i wyrabianie noży. W 1899 r. założono czitaliszte „Prosweta”.

## Osoby związane z miejscowością

### Urodzeni
- Iwan Jankow (1935) – bułgarski generał-major
- Konstantyn Kostenecki (1380–?) – bułgarski mnich i pisarz
- Siemon Petkowski (1925) – bułgarski generał
- Pantalejmon II Rilski (1819–1887) – bułgarski duchowny, igumen